# Universiteit van Molise
De Universiteit van Molise (Italiaans : Università degli Studi del Molise of UNIMOL) is een universiteit die gevestigd is in Campobasso, de hoofdstad van de Italiaanse regio Molise
Zij werd gesticht in 1982 en omvat acht faculteiten.